# Бобров, Всеволод Михайлович
Все́волод Миха́йлович Бобро́в (1 декабря 1922, Моршанск, Тамбовская губерния — 1 июля 1979, Москва) — советский футболист, хоккеист, футбольный и хоккейный тренер. Олимпийский чемпион (1956). Заслуженный мастер спорта СССР (1948), заслуженный тренер СССР (1967). Член КПСС с 1952 года. Полковник. Единственный в истории спортсмен, выступавший и на летних (1952), и на зимних (1956) Олимпийских играх, бывший при этом в обоих случаях капитаном национальной сборной. В 1954 году возглавляемая им советская хоккейная сборная установила абсолютный рекорд по забитым шайбам, разгромив почти всех ведущих сборных из 7 стран. В 1972 г. являлся главным тренером советской сборной по хоккею на Суперсерии против ведущих игроков НХЛ в канадском Монреале. Первая игра осталась за сборной СССР - 7:3 против НХЛ.

## Биография
Родился 1 декабря 1922 в Моршанске Тамбовской губернии. Отец — Бобров Михаил Андреевич (1891 г.р.), играл в хоккей с 1907 года в Санкт-Петербурге в Нарвском кружке спортсменов, затем — за команды различных ленинградских предприятий.
В раннем детстве едва не погиб при пожаре,чудом остался жив. 
С 1925 по 1941 год семья Бобровых жила в Сестрорецке. С 8 лет Бобров под влиянием отца увлекся футболом и хоккеем, что определило его дальнейшую судьбу.
С 1938 года выступал за футбольную команду ленинградского «Динамо».
Окончил семилетку, затем школу ФЗУ, получив специальность слесаря-инструментальщика 4-го разряда.
В годы войны Бобров работал в Омске, на эвакуированном Сестрорецком заводе имени Воскова, сборщиком-механиком в цехе по изготовлению артиллерийских прицелов. В августе 1942 года поступил в Омское интендантское училище, которое успешно окончил в конце 1943 года. Играл в футбол и хоккей за местные омские команды, в том числе вместе с отцом.

### Карьера футболиста и хоккеиста
В 1944 году Бобров, получивший воинское звание, попал в ЦДКА (команду в тот период называли «команда лейтенантов»). Впервые выйдя на футбольное поле за армейскую команду в мае 1945 года, Бобров сделал дубль в ворота московского «Локомотива». Во втором круге чемпионата Бобров забивал голы в каждом матче, добившись уникального результата: за 21 матч нападающий поразил ворота соперников 24 раза и стал лучшим бомбардиром чемпионата СССР (однако ЦДКА завершил сезон лишь на втором месте, но сумел выиграть Кубок СССР).
Столь яркая игра Боброва не оставила равнодушным тренера московского «Динамо» Михаила Якушина, который пригласил нападающего принять участие в составе своей команды в турне по Великобритании. Динамовцы выступили достойно, выиграв два матча и дважды сыграв вничью (наиболее яркий матч они провели против лондонского «Арсенала», который выиграли со счётом 4:3). Бобров принял участие во всех матчах и стал лучшим бомбардиром команды, забив шесть голов. В конце года футболисту было присвоено звание мастер спорта СССР.
Параллельно с футболом, Бобров также играл в хоккей с мячом (или в русский хоккей), что позволяло футболистам поддерживать хорошую форму в межсезонье. В составе ЦДКА Бобров выиграл два Кубка СССР, забивая решающие голы в обоих финалах. Однако после этого он сосредоточился на футболе и хоккее с шайбой.
За футбольный ЦДКА в чемпионатах СССР Бобров провёл 79 матчей, в которых забил 82 гола. В 1947 году он совместно со своим партнёром Валентином Николаевым второй раз в карьере стал лучшим бомбардиром чемпионата СССР (оба форварда записали на свой счёт 14 голов). В 1948 году он забил решающий гол в ворота московского «Динамо», позволивший ЦДКА стать чемпионом СССР. Всего за этот период ЦДКА трижды становился чемпионом СССР, а также выиграл два Кубка СССР. С 1950 по 1952 год Бобров выступал за футбольный ВВС, а в 1953 году провёл 4 матча в составе московского «Спартака». После этого многочисленные травмы заставили Боброва сосредоточиться на хоккее, завершив карьеру футболиста. Однако до этого, в 1952 году, Бобров в составе сборной СССР (в качестве капитана) принимал участие в Олимпиаде и в трёх матчах забил пять мячей. По-настоящему драматичным стало противостояние со сборной Югославии: в первом матче советская сборная уступала со счётом 1:5, но благодаря хет-трику Боброва сумела сравнять счёт, а переигровка завершилась со счётом 3:1 в пользу югославов, несмотря на то, что Бобров открыл счёт уже на 6-й минуте.
В хоккейном ЦДКА Бобров дебютировал 29 декабря 1946 года в матче против ВВС, в котором оформил хет-трик и помог своей команде одержать победу со счётом 5:3. Выиграв с ЦДКА два чемпионата СССР (в 1948 году став лучшим бомбардиром чемпионата, забросив 52 шайбы), в 1949 году Бобров по приглашению Василия Сталина пополнил состав ВВС. После авиакатастрофы в Свердловске Бобров стал безоговорочным лидером, капитаном и членом тренерского совета вновь созданной команды. Здесь нападающий выиграл еще два чемпионата и трижды становился лучшим бомбардиром турнира. Василий Сталин особо доверял Боброву, считая его своим другом, и в 1952 году назначил его играющим тренером футбольной команды.
По свидетельству олимпийского чемпиона по тяжёлой атлетике Юрия Власова, лично знавшего Боброва, в конце 1940-х годов Всеволод перенёс инфаркт вследствие удара о борт в хоккейном матче, из-за чего до конца жизни испытывал сердечную недостаточность.
Всеволод Бобров стоял у истоков сборной СССР по хоккею с шайбой, с которой в 1954 году выиграл первый титул чемпиона мира, став лучшим нападающим турнира. Высшим достижением этой сборной стала победа на чемпионате мира и Олимпиаде в 1956 году, где советские хоккеисты одержали семь побед в семи матчах, с разницей голов 40:9, а капитан команды Всеволод Бобров стал самым результативным игроком команды. Кроме того, Бобров стал единственным игроком в истории, который был капитаном как футбольной, так и хоккейной сборной. На чемпионате мира 1957 года стал лучшим бомбардиром турнира с 13 шайбами, несмотря на то, что сборная СССР выиграла лишь серебряные медали. Будучи хоккеистом, Бобров исполнял известный бросок, получивший позже название «финт Боброва» (во время его выполнения хоккеист объезжает ворота и забрасывает шайбу в ближний угол).
После расформирования ВВС в 1953 году Бобров вернулся в родной армейский клуб, который на тот момент назывался ЦДСА. Здесь он выступал до 1957 года (выиграв еще два титула), после чего завершил игровую карьеру.
Член клуба бомбардиров Григория Федотова (124 гола). В хоккее — один из двух игроков (наравне с Беляем Бекяшевым), забросивших в одном матче чемпионата СССР десять шайб (Боброву это удалось в игре с ленинградским «Динамо»).

### Тренерская карьера
Вскоре Бобров занялся тренерской работой, причём, как и будучи игроком, работал как в хоккейных, так и в футбольных командах. Футбольный ЦСКА под руководством Боброва впервые за много лет дошёл до финала Кубка СССР, но со счётом 0:3 уступил московским динамовцам. Это было высшим достижением Боброва-тренера в футболе.
В хоккее ситуация обстояла иначе: возглавив в 1964 году московский «Спартак», Бобров дважды приводил клуб к серебряным медалям чемпионата СССР, а в 1967 году выиграл чемпионат СССР, опередив ЦСКА Анатолия Тарасова. В 1972 году Бобров возглавил сборную СССР, которую дважды приводил к золотым медалям чемпионатов мира, а также руководил ей во время Суперсерии 1972 года против сборной Канады. После ухода из сборной в 1974 году в тренерской карьере Боброва наступило затишье и особых успехов он больше не добивался.
Скончался на 57-м году жизни 1 июля 1979 года от тромбоэмболии лёгочной артерии.

Могила Всеволода Боброва

Похоронен на Кунцевском кладбище в Москве.

## Семья
Первая жена — Татьяна Леонидовна Санина (2.12.1923—28.1.2011), солистка Театра оперетты, народная артистка РСФСР (1978). С ней Бобров познакомился в больнице, когда в очередной раз лечился от полученной травмы. Брак был недолгим, и вскоре супруги расстались.
Вторая жена с 1963 года — Елена Николаевна Боброва (1937 г.р.), киевлянка, которая во время их знакомства в 1962 году была замужем и уже имела трёхлетнюю дочь, Светлану (позже вышла замуж за сына Вениамина Александрова). Ради Всеволода Боброва она рассталась с мужем, оставила учёбу в финансово-экономическом институте и работу. В этом браке 1 марта 1969 года у них родился сын Михаил, который погиб в ДТП 27 июля 1997 года — на мотоцикле столкнулся с автомобилем. Есть внук Всеволод.  С 2000-х Елена живёт в фактическом браке с бывшим хоккеистом Станиславом Петуховым.

## Авиакатастрофа команды ВВС
7 января 1950 года с Центрального аэродрома Москвы в Свердловск на военно-транспортном Ли-2 с самым опытным в ВВС СССР экипажем на очередные календарные игры чемпионата СССР по хоккею с шайбой с командами Свердловска и Челябинска вылетела легендарная курируемая Василием Сталиным хоккейная команда ВВС.
При посадке в аэропорту Кольцово в условиях снежной пурги и ограниченной видимости самолёт врезался в землю. Погибли все — 11 хоккеистов, играющий тренер, врач, массажист и 6 членов экипажа.
Бобров опоздал на этот самолёт (по его словам, впервые не прозвонил заведённый на 04:00 утра исправный будильник, и он проспал). Хотя вылет был задержан, команда полетела без Боброва и погибла. Сам Бобров поехал на поезде и остался жив.
По версии Виктора Шувалова, Бобров остался вместе с Н. А. Кольчугиным в Москве, так как тот должен был на следующий день заявлять Всеволода Боброва в спорткомитете. Кольчугин оформил заявку Боброва и купил ему билет на поезд. Бобров доехал до Куйбышева, когда по поезду объявили: «Капитан Бобров, зайдите в военную комендатуру!» Там он и узнал о трагедии.

## Достижения

### Командные

#### Футбол
Как игрок:
- Чемпионат СССР
  - Чемпион (4): 1946, 1947, 1948, 1953
  - Серебряный призёр (2): 1945, 1949
- Кубок СССР
  - Обладатель (2): 1945, 1948
- Приз Всесоюзного комитета
  - Серебряный призёр: 1952

Как тренер:
- Кубок СССР
  - Финалист: 1967

#### Хоккей с шайбой
Как игрок:
- Чемпионат СССР
  - Чемпион (6): 1948, 1949, 1951, 1952, 1955, 1956
  - Серебряный призёр (3): 1947, 1954, 1957
  - Обладатель Кубка СССР (4) 1952, 1954, 1955 и 1956 гг.
- Олимпийские игры
  - Чемпион: 1956
- Чемпионат мира[комм. 1]
  - Чемпион (2): 1954, 1956
  - Серебряный призёр (2): 1955, 1957
- Чемпионат Европы[комм. 2]
  - Чемпион (3): 1954, 1955, 1956
  - Серебряный призёр: 1957

Как тренер:
- Чемпионат СССР
  - Чемпион: 1951, 1952 (играющий тренер), 1967
  - Серебряный призёр (2): 1965, 1966
- Чемпионат мира
  - Чемпион (2): 1973, 1974
  - Серебряный призёр: 1972
- Чемпионат Европы
  - Чемпион (2): 1973, 1974
  - Серебряный призёр: 1972

#### Хоккей с мячом
- Кубок СССР
  - Обладатель (2): 1945, 1946

### Личные
- Лучший бомбардир чемпионата СССР по футболу: 1945, 1947
- В списках 33 лучших футболистов СССР три раза, из них № 1 в 1948 году, № 2 в 1952 году и № 3 в 1949 году.
- Лучший бомбардир чемпионата СССР по хоккею с шайбой: 1948, 1950, 1951, 1952
- Самый результативный игрок чемпионата мира по хоккею с шайбой: 1957
- Лучший нападающий чемпионата мира по хоккею с шайбой: 1954
- Первый хоккеист — кавалер Ордена Ленина (1957)[20].

## Награды
- орден Ленина (27.04.1957) — «за успехи, достигнутые в деле развития массового физкультурного движения в стране, повышения мастерства советских спортсменов, и успешное выступление на международных соревнованиях»
- орден «Знак Почёта»[21]
  - медали, в том числе:
  - «За боевые заслуги» (21.08.1953)[22]
  - «За победу над Германией в Великой Отечественной войне 1941—1945 гг.» (1945)
  - «Ветеран труда»
  - «Ветеран Вооружённых Сил СССР» (1976)

## Память
- В 1997 году в числе первых введён в Зал славы ИИХФ.
- Именем Всеволода Боброва названы символический клуб бомбардиров (забросившие в официальных матчах не менее 250 шайб) и приз, вручаемый самой результативной команде чемпионата России по хоккею с шайбой. Его именем также назван один из дивизионов Континентальной хоккейной лиги и Ледовый спортивный комплекс ЦСКА на Ленинградском проспекте в Москве. Построенный в Ступино Ледовый дворец спорта также носит имя Боброва. В марте 2015 года в городе Моршанске открыта Ледовая арена, названная в честь Боброва.
- 15 декабря 2005 года в честь Всеволода Боброва присвоено имя астероиду, открытому 25 октября 1982 года Л. В. Журавлёвой в Крымской астрофизической обсерватории, присвоено наименование 18321 Bobrov[23].
- 30 октября 2009 года Банк России объявил о выпуске в обращение памятной серебряной монеты 2 рубля из серии «Выдающиеся спортсмены России» с портретом Всеволода Боброва. Кроме Боброва выпущены ещё две монеты с портретами Александра Мальцева и Валерия Харламова.
- Имя «Всеволод Бобров» носит судно тылового обеспечения ледового класса проекта 23120. Спущено на воду в ноябре 2016 года, входит в состав Северного флота ВМФ России[24].
- Именем Всеволода Боброва названа улица в г. Сестрорецке Курортного района Санкт-Петербурга.
- 13 октября 2022 года в Москве на фасаде дома, где жил Всеволод Бобров с 1944 по 1979 гг. (Ленинградский проспект, 75, корпус 1), открыта мемориальная доска[25]

## В культуре

### Образ в кино
Бомбардир.Время Боброва
- «Легенда № 17» — Александр Яковлев
- «Хоккейные игры» — Леонид Тимцуник и Сергей Ларин (в молодости)
- «Мой лучший друг — генерал Василий, сын Иосифа», в роли Багрова (прототип — В. М. Бобров) — Борис Щербаков
- «Сын отца народов» — Дмитрий Абазовик
- «Смерть Сталина»
- «Гол в Спасские ворота», в роли Лосева (прототип — В. М. Бобров) — Анатолий Котенёв
- «Одиннадцать молчаливых мужчин» — Макар Запорожский
- «Финт Боброва» - Влад Канопка

### В литературе
- Евгений Евтушенко, стихотворение «Прорыв Боброва» («Шаляпин русского футбола, Гагарин шайбы на Руси…»)

## Галерея

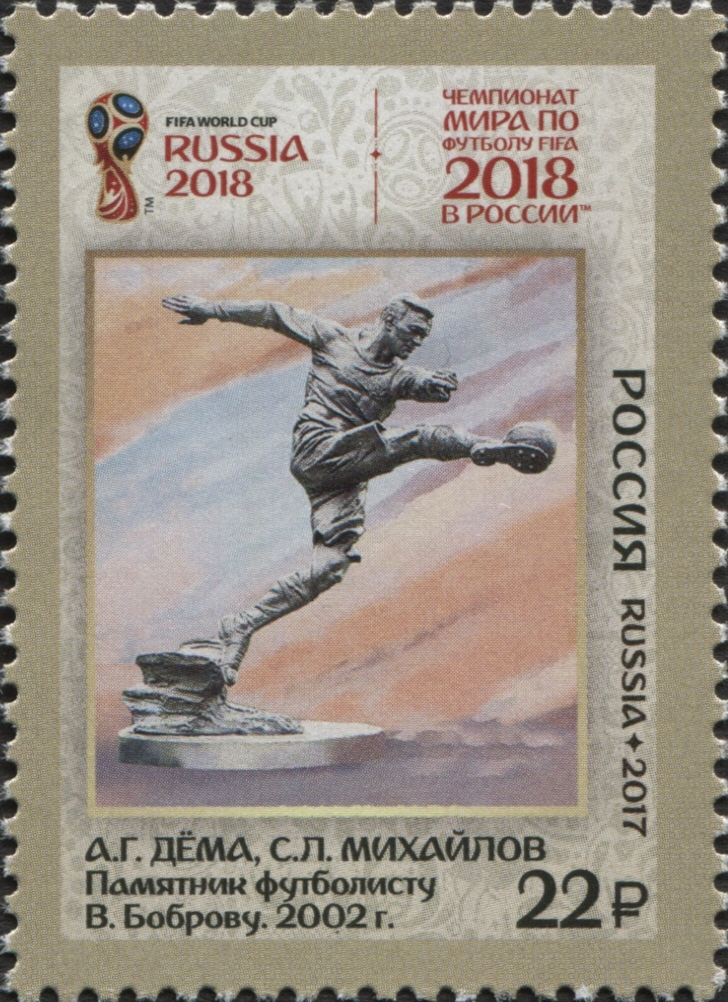
Памятник В. Боброву в Сестрорецке на марке России 2017 года
Памятник Боброву на родине — в Моршанске (Тамбовская область)
Стихи Евтушенко
Памятник Боброву в Сестрорецке (СПб)
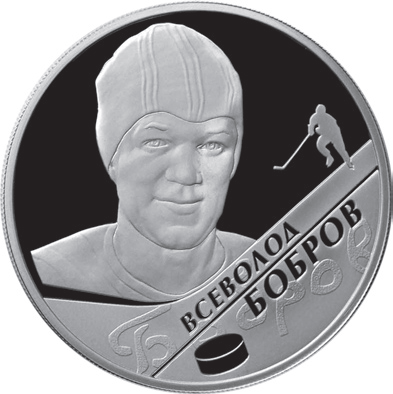
Реверс памятной монеты 2 рубля Банка России с портретом Всеволода Боброва